# عمارة النهضة الفرنسية

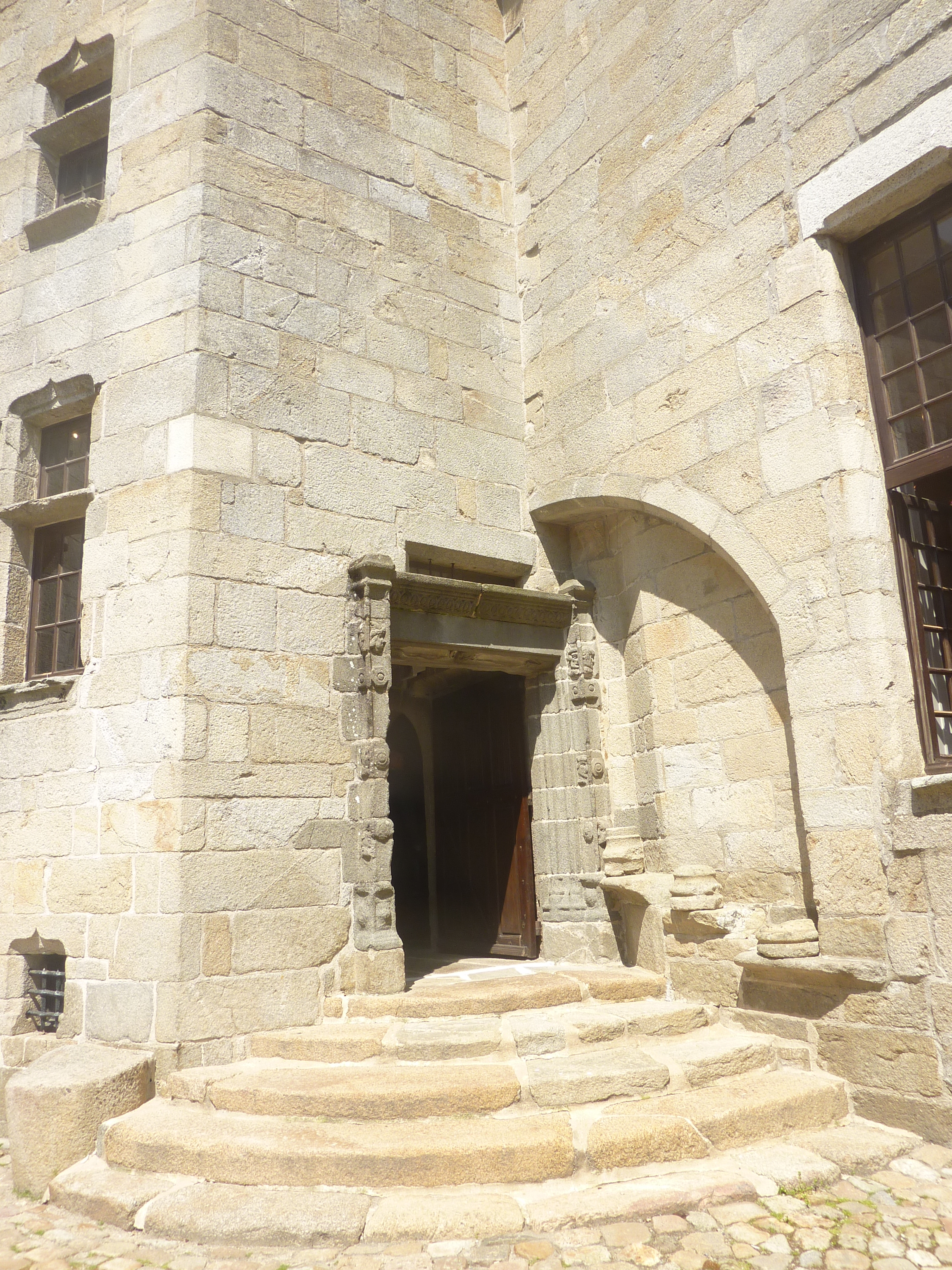
مدخل إلى "Prebendal House" الذي بناه الكنس ريتشارد (شقيقان) حوالي عام 1530 (عمارة عصر النهضة).

عمارة النهضة الفرنسية هي أسلوب برز بين أواخر القرن الخامس عشر وبداية القرن السابع عشر في مملكة فرنسا، انحدر من العمارة القوطية الفرنسية. استُورد الأسلوب من إيطاليا بعد حرب المئة عام على يد كل الملوك الفرنسيين، تشارلز السابع ولويس الحادي عشر وتشارل الثامن ولويس الثاني عشر وفرانسوا الأول. بُنيت العديد من القصور باستخدام هذا الأسلوب في وادي لوار مثل قصر مونسورياو وقصر دو لانجيه وقصر دامبواز وقصر دو بلوا وقصر دو غاليون وقصر شامبور والأقرب إلى باريس قصر فونتينبلو.
كان لهذا الأسلوب من العمارة الفرنسية فترتين زمنيتين مميزتين. إذ نُسخ الأسلوب الإيطالي بشكل مباشر خلال الفترة الأولى بين نحو 1491 و1540، من قبل المعماريين الإيطاليين والحرفيين غالبًا. أما في الفترة الثانية، أي بين عامي 1540 ونهاية سلالة فالوا عام 1589، أعطى المعماريون الفرنسيون والحرفيون الأسلوب طابعًا فرنسيًا أكثر تميزًا وأصالة.
كان من بين معماريي الأسلوب الرائدين كل من المعماريين الملكيين فيلبيرت ديلورم وبيير ليسكوت وجون بولانت والمعماري الإيطالي والمنظر المعماري سبيستيانو سيرليو.

## لمحة تاريخية- الفترة الإيطالية
خلال حرب المئة عام، وجد تشارلز السابع أن وادي لوار يشكل مكانًا مثاليًا للجوء، وكان قد توج في كاتدرائية ريمس في أعقاب المعارك الملحمية لجان دارك التي كانت السبب في خروج اللغة الإنجليزية من المملكة ككل. كان منتصف القرن الخامس عشر فترة أساسية لوادي لوار في تاريخ فرنسا وتراثها المعماري. استقر عظماء المملكة في المنطقة، وعملوا على تركيب حصون القصور الوسطى أو إقامة مبان جديدة. استقر تشارلز الخامس في شينون، التي ظلت مقر البلاط حتى عام 1450، وأمر هو ودوفينه (ابنه الأكبر) لويس الحادي عشر المستقبلي أو أذنا بأعمال البناء، ثم بدأ بناء قلعة وادي لوار.
وهكذا، بين عامي 1443- 1453، بُني المبنى الرئيسي لقلعة مونسورياو على ضفاف نهر لوار من قبل جون الثاني دو تشامبن وهو دبلوماسي في البندقية وفي تركيا والمستشار الخاص للملك تشارلز السابع. أمر لويس الخامس بين عامي 1465 و1469 ببناء قلعة لانجيه في نهاية الشنخة، على بعد مئة متر أمام الديماس من القرن العاشر. قاد تشارلز الثامن عام 1494 جيشًا كبيرًا إلى إيطاليا لاسترجاع نابولي، التي استولى عليها ألفونسو الخامس ملك أراغون. عبر تشارلز كلًا من تورينو وميلانو وفلورنسا واستعاد نابولي في 22 فبراير من عام 1495. اكتشف في هذه المدينة الحدائق الفخمة والأسلوب المعماري الجديد للإحياء الإيطالي، الذي اعتبره متفوقًا على قصره في امبواز من العصور الوسطى. أجبره تحالف مكافحة الفرنسية للجيوش على التراجع عن نابولي، لكنه اصطحب معه حرفيي إيطاليا المهرة، الذين كان من بينهم بستانيون ونحاتون ومعماريون ومهندسون ومن ضمنهم الباحث والمعماري فرا جوكوندو والمعماري والرسام التوضيحي دومينيكو دا كورتونا الذي عينه لإعادة تشكيل قصره في امبوارز.

### قصر مونسورياو (1450- 1461)
في نهاية حرب المئة عام، سنة 1453، أذن تشارلز السابع ببناء قصر مونسورياو من قبل جون الثاني دو تشامبس، الذي أصبح بعد ذلك دبلوماسيًا في البندقية وتركيا والمستشار الخاص للملك. بُني القصر في موقع حصن فولكو نيرا القديم، بشكل غير اعتيادي مباشرة على ضفة نهر لوار بأسلوب الإحياء البندقي. تُشكل عمارة هذ القصر مرحلة انتقالية بين العمارة العسكرية وعمارة المتعة وتشهد على الوقت الذي أصبحت فيه القلاع قصورًا. بُني المبنى الرئيسي عام 1453 وبطريقة غير مسبوقة، أُضيف جناحان مربعان بين عامي 1453 و1461، تنبأ بالعمارة الكلاسيكية لعدة عقود. بنى جان الثالث دو تشامبس أو حول الدرج الكبير في الأسلوب الإيطالي بين عامي 1510 و1515، وتشبه منحوتات هذا الدرج تلك التي تخص بوابة قصر دو غاليون.

### قصر دامبواز (1491- 1498)
بدأ تشارلز الثامن قبل الحملة الإيطالية عام 1491، بإعادة بناء قصر دامبواز، وتحويله من قلعة بأسلوب العصور الوسطى إل مكان للإقامة أكثر راحة، مع جناحين ومصلى. عاد من إيطاليا إلى امبواز في مارس من عام 1496، حيث كان هناك ما يقارب المئتين من الحجارين والتسعين من الحرفيين الماهرين الذين كان قد بدأوا العمل. نُفذ جزء كبير من المبنى في السابق بأسلوب القرون الوسطى، مع كوات مرتفعة محاطة بصهوات على السطح. كانت المدات الكبيرة في الطابق الأرضي هي الإضافات الأولى من أسلوب الإحياء، والتي فُتحت بإطلالة على نهر اللوار. امتلك قصر امبواز أيضًا فوق برج هيرتولت، بعضًا من أوائل الدعامات بأسلوب الإحياء في فرنسا، وأعمدة منحوتة في الجدران ومزخرفة بكثافة. صمم مهندس المناظر الطبيعية الذي جلبه تشارلز من إيطاليا، باتشيلو دا ميركوليانو، أول حديقة بأسلوب الإحياء الفرنسي على المصطبة، يُحيط بها سياج مبهرج من الحديد المطاوع. لم يتمكن تشارلز من رؤية القصر بعد الانتهاء منه، إذ توفي عام 1498، بعد أن اصطدم رأسه عن طريق الخطأ بعتبة الباب.

### قصر دو غاليون وقصر دو بوري
لم يحدث كل الإبداع المعماري في وادي لوار. كان جورج من امبواز رئيس أساقفة روان، وأيضًا رئيس الوزراء للشؤون الإيطالية في عهدي لويس الثاني عشر وتشارلز الثامن. أعاد تجديد مكان سكنه في واي نهر السين بين عامي 1502 و1509، وهو قصر دو غاليون بالأسلوب الإيطالي. حصل على نافورة وجامات رخامية من جنوة وجبهات ودعامات منحوتة بزخرفة صدفية الشكل والعديد من العناصر المعمارية من إيطاليا التي استخدمها في القصر بشكل تدريجي، وهذا ما حوله من حصن بأسلوب العصور الوسطى إلى مسكن راق من عصر النهضة. هُدم معظم القصر في القرن التاسع عشر، لكن بعضًا من أجزائه وديكوراته ما تزال حتى اليوم معروضة في متحف الآثار الفرنسية في باريس.
شُيد قصر دو بوري، وهو قلعة أخرى من العصور الوسطى (منذ هدمها)، في عام 1511 من قبل فلوريموند روبرتيه، وزير الدولة وأمين الخزينة في عهدي تشارلز الثامن وفرانسوا الأول. صُمم القصر بالأسلوب الجديد من أجل السكن وليس للقتال. كان القصر متناظرًا تمامًا، مع أربعة أبراج مستديرة حول ساحة الشرف المركزية، التي زُينت بتمثال دايفيد لميكيلانجيلو. استُبدل الدرج المزدوج عند المدخل الرئيسي من الخارج، بالدرج الملتف التقليدي ضمن البرج. تميزت الواجهة بكونها رأسية على نحو كبير، ولكنها قُسمت بخطوط أفقية أو شرائط من الزخرفة تتبع أسلوب القصور في فلورنسا وروما. أصبح هذا التوازن المتناظر بين الخطوط الأفقية والرأسية سمة بارزة لأسلوب الإحياء الفرنسي.